# 長原駅 (東京都)

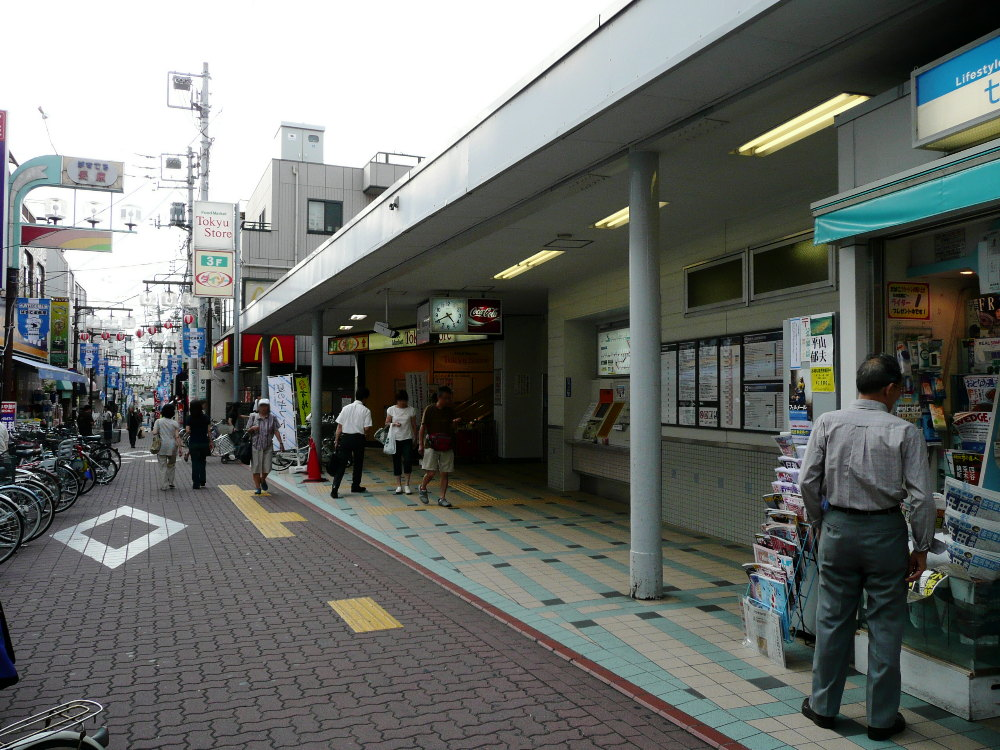
リニューアル前の駅舎（2007年7月）

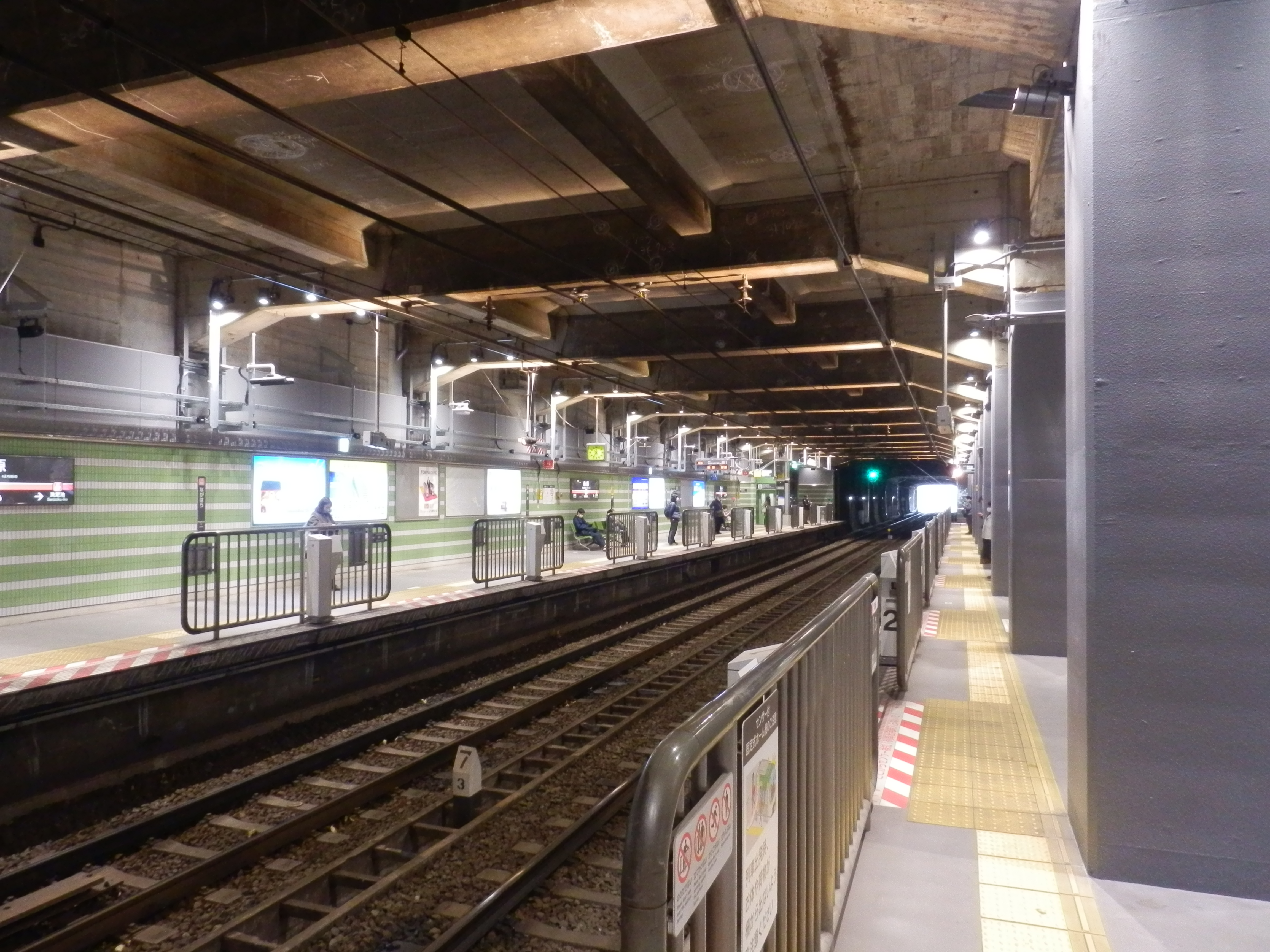
ホーム（2021年12月）

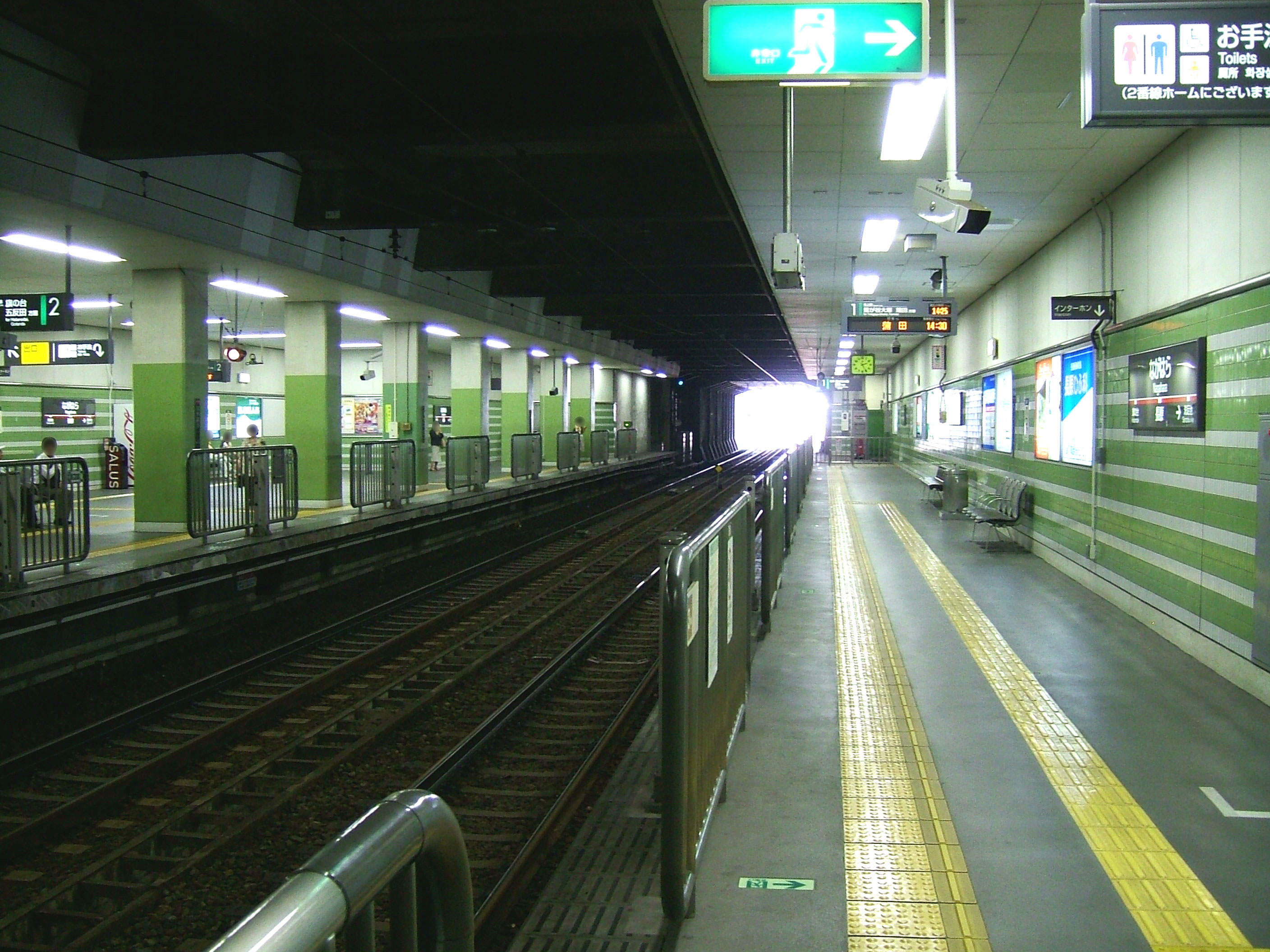
リニューアル前のホーム（2008年8月）

長原駅（ながはらえき）は、東京都大田区上池台一丁目にある、東急電鉄池上線の駅である。駅番号はIK06。

## 歴史

### 年表
- 1927年（昭和2年）8月28日：池上電気鉄道の駅として開設[1]。
- 1965年（昭和40年）12月1日：五反田駅寄りを通る環七通り踏切解消のため、地下化工事着工[2][1]。
- 1968年（昭和43年）6月9日：地下化工事進捗に伴い、上下線共に地下ホームへ切替[2]。
- 1973年（昭和48年）11月30日：地下駅化工事完了[2][1]。
  - 工事区間の延長は926 m、事業費は11億5,000万円、5か所の踏切が廃止された[3]。
- 2021年（令和3年）12月下旬：木になるリニューアルが竣工[4][5]。

### 駅名の由来
開設当時の地名（荏原郡馬込村字長原）に由来する。開設前の駅名は「馬込駅」であったが、当駅新設が決まった際には「長原」の仮駅名が付けられ、それが正式に採用されたもの。

## 駅構造
相対式ホーム2面2線を有する地下駅。サービスマネジャー導入駅であるため、旗の台駅より遠隔監視している。

### のりば
| 番線 | 路線   | 方向 | 行先                 |
| ---- | ------ | ---- | -------------------- |
| 1    | 池上線 | 下り | 雪が谷大塚・蒲田方面 |
| 2    | 池上線 | 上り | 旗の台・五反田方面   |

## 利用状況
2024年度（令和6年度）の1日平均乗降人員は14,880人である。
近年の1日平均乗降・乗車人員の推移は以下の通り。
| 年度               | 1日平均 乗降人員 | 1日平均 乗車人員 | 出典     |
| ------------------ | ---------------- | ---------------- | -------- |
| 1990年（平成02年） |                  | 8,389            | [ * 1 ]  |
| 1991年（平成03年） |                  | 8,571            | [ * 2 ]  |
| 1992年（平成04年） |                  | 8,515            | [ * 3 ]  |
| 1993年（平成05年） |                  | 8,337            | [ * 4 ]  |
| 1994年（平成06年） |                  | 8,200            | [ * 5 ]  |
| 1995年（平成07年） |                  | 8,240            | [ * 6 ]  |
| 1996年（平成08年） |                  | 8,208            | [ * 7 ]  |
| 1997年（平成09年） |                  | 8,179            | [ * 8 ]  |
| 1998年（平成10年） |                  | 7,715            | [ * 9 ]  |
| 1999年（平成11年） |                  | 7,525            | [ * 10 ] |
| 2000年（平成12年） |                  | 7,408            | [ * 11 ] |
| 2001年（平成13年） |                  | 7,400            | [ * 12 ] |
| 2002年（平成14年） | 14,595           | 7,384            | [ * 13 ] |
| 2003年（平成15年） | 14,747           | 7,445            | [ * 14 ] |
| 2004年（平成16年） | 15,025           | 7,545            | [ * 15 ] |
| 2005年（平成17年） | 14,511           | 7,281            | [ * 16 ] |
| 2006年（平成18年） | 14,701           | 7,373            | [ * 17 ] |
| 2007年（平成19年） | 14,740           | 7,322            | [ * 18 ] |
| 2008年（平成20年） | 14,856           | 7,312            | [ * 19 ] |
| 2009年（平成21年） | 14,471           | 7,088            | [ * 20 ] |
| 2010年（平成22年） | 14,219           | 6,978            | [ * 21 ] |
| 2011年（平成23年） | 13,920           | 6,822            | [ * 22 ] |
| 2012年（平成24年） | 14,404           | 7,049            | [ * 23 ] |
| 2013年（平成25年） | 14,867           | 7,293            | [ * 24 ] |
| 2014年（平成26年） | 14,949           | 7,307            | [ * 25 ] |
| 2015年（平成27年） | 15,278           | 7,454            | [ * 26 ] |
| 2016年（平成28年） | 15,454           | 7,532            | [ * 27 ] |
| 2017年（平成29年） | 15,944           | 7,767            | [ * 28 ] |
| 2018年（平成30年） | 16,124           | 7,847            | [ * 29 ] |
| 2019年（令和元年） | 16,083           | 7,820            | [ * 30 ] |
| 2020年（令和02年） | 11,895           |                  |          |
| 2021年（令和03年） | 12,959           |                  |          |
| 2022年（令和04年） | 13,971           |                  |          |
| 2023年（令和05年） | 14,415           |                  |          |
| 2024年（令和06年） | 14,880           |                  |          |

## 駅周辺
駅舎上階は2Fに東急ストア、3Fに100円ショップのザ・ダイソーが出店している。また、改札を出た正面では、たこ焼き・たい焼きの各屋台が出店する場合がある。
- 大田上池台郵便局
- 三菱UFJ銀行 長原支店
- 芝信用金庫 長原支店
- ぱすてる長原（商店街）
- 日本基督教団 長原教会
- カトリック洗足教会
- オリンピック長原店[12]

## バス路線
- 長原 （東急バス）：駅裏を通る環七通りに設置。
  - <森91> 新代田駅前（洗足駅入口・上馬・若林駅前経由）
  - <森91> 大森操車所（馬込駅前・大森駅山王口経由）

## 隣の駅
東急電鉄
 池上線
旗の台駅 (IK05) - 長原駅 (IK06) - 洗足池駅 (IK07)

### 「ながはら」と読む他の駅
- 永原駅 - JR西日本湖西線の駅
- 長原駅 (大阪府) - Osaka Metro谷町線の駅